# Corradino Mineo
Corradino Mineo (ur. 1 stycznia 1950 w Partannie) – włoski dziennikarz prasowy i telewizyjny, dyrektor Rai News w latach 2006–2013 oraz senator.

## Życiorys
Ukończył studia z zakresu filozofii na Uniwersytecie w Palermo. W 1971 rozpoczął pracę dziennikarską w komunistycznej gazecie „il manifesto”, w 1978 został zatrudniony w piemonckiej redakcji publicznego nadawcy radiowo-telewizyjnego RAI. W 1987 zasilił redakcję programu informacyjnego TG3, był m.in. szefem redakcji politycznej i zastępcą dyrektora. Od 1995 pracował jako korespondent zagraniczny – początkowo w Paryżu, następnie od 2003 w Nowym Jorku. W 2006 objął stanowisko dyrektora telewizji informacyjnej Rai News
Zrezygnował z tego stanowiska w 2013, kiedy to został kandydatem Partii Demokratycznej do Senatu w wyborach parlamentarnych, uzyskując mandat senatora XVII kadencji.